# Chika Sagawa
Aiko Kawasaki (1911-1936), conocida como Chika Sagawa (左川 ちか Sagawa Chika?) , fue una poeta modernista japonesa.

## Biografía
Chika Sagawa con nombre de soltera Aiko Kawasaki, nació en Yoichi, Hokkaido, Japón, en 1911. Inició estudios para convertirse en profesora de inglés, pero se mudó a Tokio a los diecisiete años junto a su hermano, Noboru Kawasaki, que ya se relacionaba con los círculos literarios tokiotas. Los dos hermanos formaron parte de Arukuiyu no kurabu (Arcueil Club), un grupo literario modernista centrado en Katué Kitasono, quien defendió su trabajo.
Kawasaki adoptó el seudónimo de Sagawa (左川), de los caracteres de izquierda y río, una probable alusión a las artistas parisinas pioneras de la revolución sexual y cultural en los años 20 que solían reunirse en el lado izquierdo del río Sena.
Sus primeras publicaciones, fueron de James Joyce, Virginia Woolf y sus primeros poemas aparecieron en la revista Madame Blanche del Arcueil Club, también participó en la revista Shi to Shiron (Poesía y poética), una publicación para poetas japoneses de vanguardia llamada colectivamente l'esprit nouveau.
La poesía de Chika de un marcado carácter sensual, estaba influenciada por el surrealismo. Su primer poema fue, Konchu (Insectos), aunque otra fuente., cita a Aoi Uma (El caballo azul) como el primer poema de Sagawa.
Sagawa tuvo una salud delicada desde niña. En 1935 desarrolló un cáncer de estómago y murió en enero de 1936, a los 24 años.

## Obra traducida
- The Collected Poems of Chika Sagawa, traducción de Sawako Nakayasu. 2015. Canarium Books, Iowa.
- Fin del verano, traducción de Sebastián Gómez Matus. Abducción Editorial. 2020. Chile.
- ¿Flotan los pétalos en el espacio?, traducción de Daniela Morano. Libros del Pez Espiral. 2021. Santiago de Chile.
- Insectos, traducción de Tamiko Nakamura. 2022. Ediciones Torremozas. Madrid.

## Trabajos seleccionados
- James Joyce, Música de cámara, 1932, Shiinokisha – traducido por Sagawa Chika[5]
- Traducción al inglés por Sawako Nakayasu